# Hnojník
Hnojník település Csehországban, a Frýdek-místeki járásban. Hnojník Komorní Lhotka, Vělopolí, Třanovice, Střítež, Smilovice és Horní Tošanovice településekkel határos. Lakosainak száma 1501 fő (2024. január 1.).

## Népesség
A település lakosságának változását az alábbi diagram mutatja:
| Lakosok száma | 607  | 559  | 612  | 914  | 1427 | 1446 | 1458 | 1454 | 1476 | 1501 |
|               | 1869 | 1890 | 1921 | 1950 | 1980 | 2001 | 2017 | 2019 | 2022 | 2024 |